# Michael (archanděl)

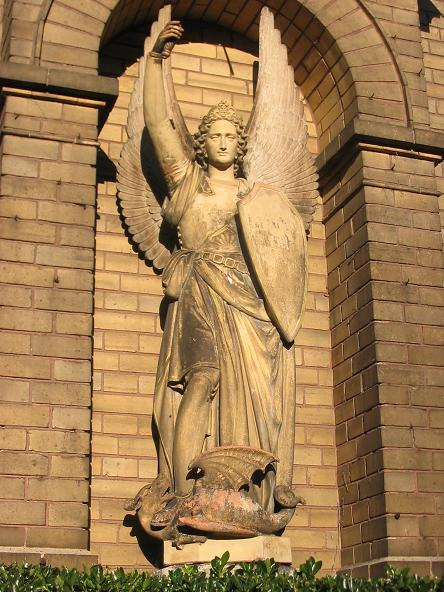
Archanděl Michael (Berlín - Neukölln, Hermannstraße 13)

Michael (hebrejsky מיכאל‎, Micha'el, latinsky Michael, arabsky Mika'il‎ nebo Mikal‎, znamená doslova Kdo je jako Bůh, Bohu podobný) je nejznámější z archandělů, Božích poslů-andělů zvláštního významu, kteří se vyskytují v abrahámovských náboženstvích. V křesťanství, kde se označuje také za svatého Michaela, je znám z Apokalypsy jako přemožitel Antikrista v podobě draka.

## Michael v Bibli
Ve Starém zákoně se vyskytuje „ochránce Míkael“ v knize Daniel, ve vizích sdělovaných proroku Danielovi Božím poslem. Anděl popisuje, jak mu Míkael pomohl proti nepříteli a popisuje, co nastane při „posledních dnech“ (Poslední soud), kdy Míkael bude stát při Danielově lidu.
V Novém zákoně se o Michaelovi píše přímo jako o „archandělovi“, který se přel s ďáblem o Mojžíšovo tělo, zmiňuje List Judův. Známý je však zejména ze Zjevení Janova (Apokalypsy), která navazuje na starozákonní Danielovo líčení posledních dní:
A strhla se bitva na nebi: Michael a jeho andělé se utkali s drakem. Drak i jeho andělé bojovali, ale nezvítězili, a nebylo již pro ně místa v nebi. A veliký drak, ten dávný had, zvaný ďábel a satan, který sváděl celý svět, byl svržen na zem a s ním i jeho andělé.
Zj 12, 7 (Kral, ČEP)

## Michael v římskokatolické církvi

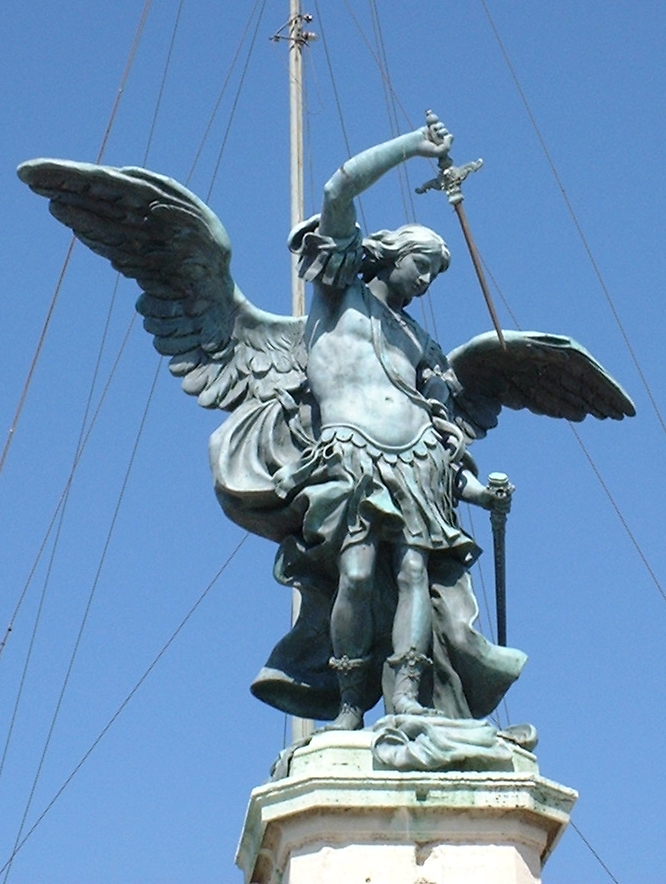
Archanděl Michael (Řím)

V římskokatolické církvi je zastáván názor, že Michael je jedním z archandělů a je z nich patrně nejznámější.
Michael zvítězil nad drakem a proto je nebeským protějškem svatého Jiří.[zdroj?] Toto často symbolizuje vítězství křesťanství nad pohanstvím, ale spíše je to symbolem vítězství božského řádu nad chaotickými silami temnot.[zdroj?]
Katolická církev slaví svátek sv. Michaela Archanděla 29. září, podle moderního kalendáře v rámci společného svátku sv. archandělů spolu s Gabrielem a Rafaelem, podle tradičních samostatně.
Papež Lev XIII. vytvořil dodnes velmi známou modlitbu ke sv. archandělovi Michaelovi, někdy označovanou jako exorcismus Lva XIII. Stalo se tak poté, co měl papež 13. října 1884 zjevení o nadcházejícím útoku ďábla proti katolické Církvi.

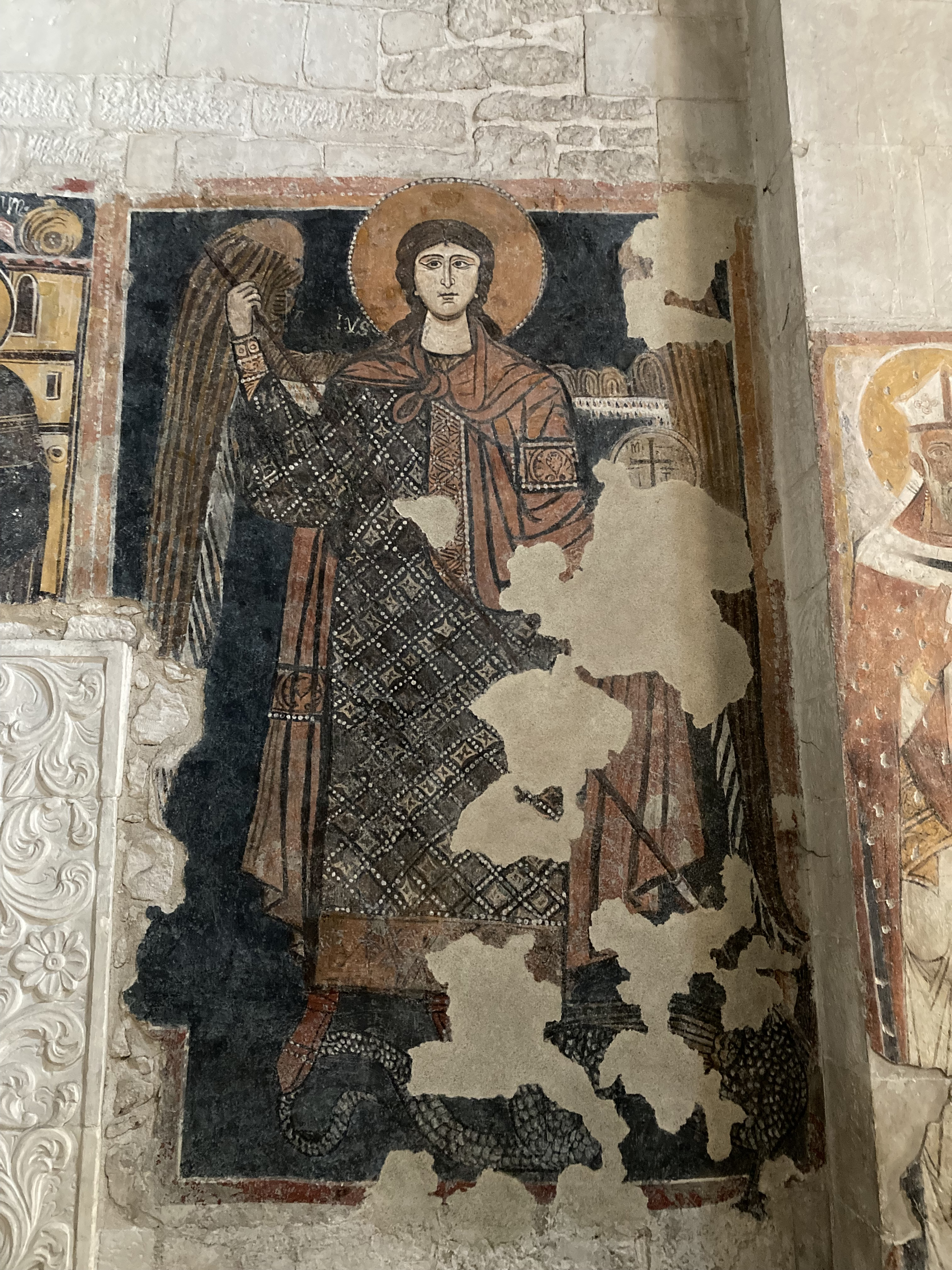
Byzantská freska vyhotovená mezi 13.–14. stoletím vyobrazující archanděla Michaela. Nachází se v kostele Santa Maria Maggiore v apulijském městě Monte Sant'Angelo.

Znění modlitby:
| „ | Svatý Michaeli Archanděli, braň nás v boji; proti zlobě a úkladům ďáblovým budiž nám záštitou. Nechať ať Bůh přikáže jemu, pokorně prosíme; ty pak, Kníže vojska nebeského, satana a jiné duchy zlé, kteří ke zkáze duší světem obcházejí, božskou mocí do pekla svrhni. Amen. | “ |
| — Pokladnice odpustkových modliteb: Modlitební kniha sestavená z nových odpustkových modliteb schválených Piem XI. | |   |

### Michaelova zjevení
Během dějin byla zaznamenána celá řada údajných zjevení archanděla Michaela, z nichž některá se dodnes připomínají v liturgii některých křesťanských církví.
Již do druhé poloviny 1. století je kladeno archandělovo zjevení v Kolosách ve Frygii. Tamní pohané prý chtěli smést křesťanskou modlitebnu proudem vody z přehrazené řeky; zbožný duchovní správce místního křesťanského sboru Archippos se o spiknutí dozvěděl, ale protože již nebyl čas na nic jiného, obrátil se s modlitbou k Michaelovi. Archanděl se mu zjevil a roztrhl skály podél řeky, čímž záplavu odvedl jinam. Toto zjevení se připomíná 6. září.
Na sklonku 5. století se Michael zjevil na hoře Gargano v Apulii (dnes město Monte Sant'Angelo). Jeden z občanů blízkého Siponta prý při hledání ztraceného býka objevil jeskyni obklopenou podivnými jevy. Při následné modlitbě a postu, k němuž vyzval sipontský biskup Vavřinec, se zjevil archanděl a oznámil, že si jeskyni vybral za svou svatyni. Toto zjevení se připomíná 8. května.
Již o dva roky po tomto zjevení se prý Michael zjevil na Garganu opět, a to při Odoakerově útoku na Siponto. Obyvatelé se obrátili s prosbou o pomoc k archandělovi, a ten pak seslal na germánské vojsko bouři, s jejíž pomocí je Siponťané v protiútoku snadno rozprášili.
Zanedlouho po druhém garganském zjevení prý následovalo třetí. Obyvatelé Siponta se rozhodli, že nad svatou jeskyní postaví Michaelovi svatostánek, jehož vysvěcení naplánovali na 29. září. Procesí putujícímu k posvícení se však zjevil sám archanděl a oznámil mu, že si svatostánek vysvětí sám. Od té doby se 29. září stalo hlavním Michaelovým svátkem.

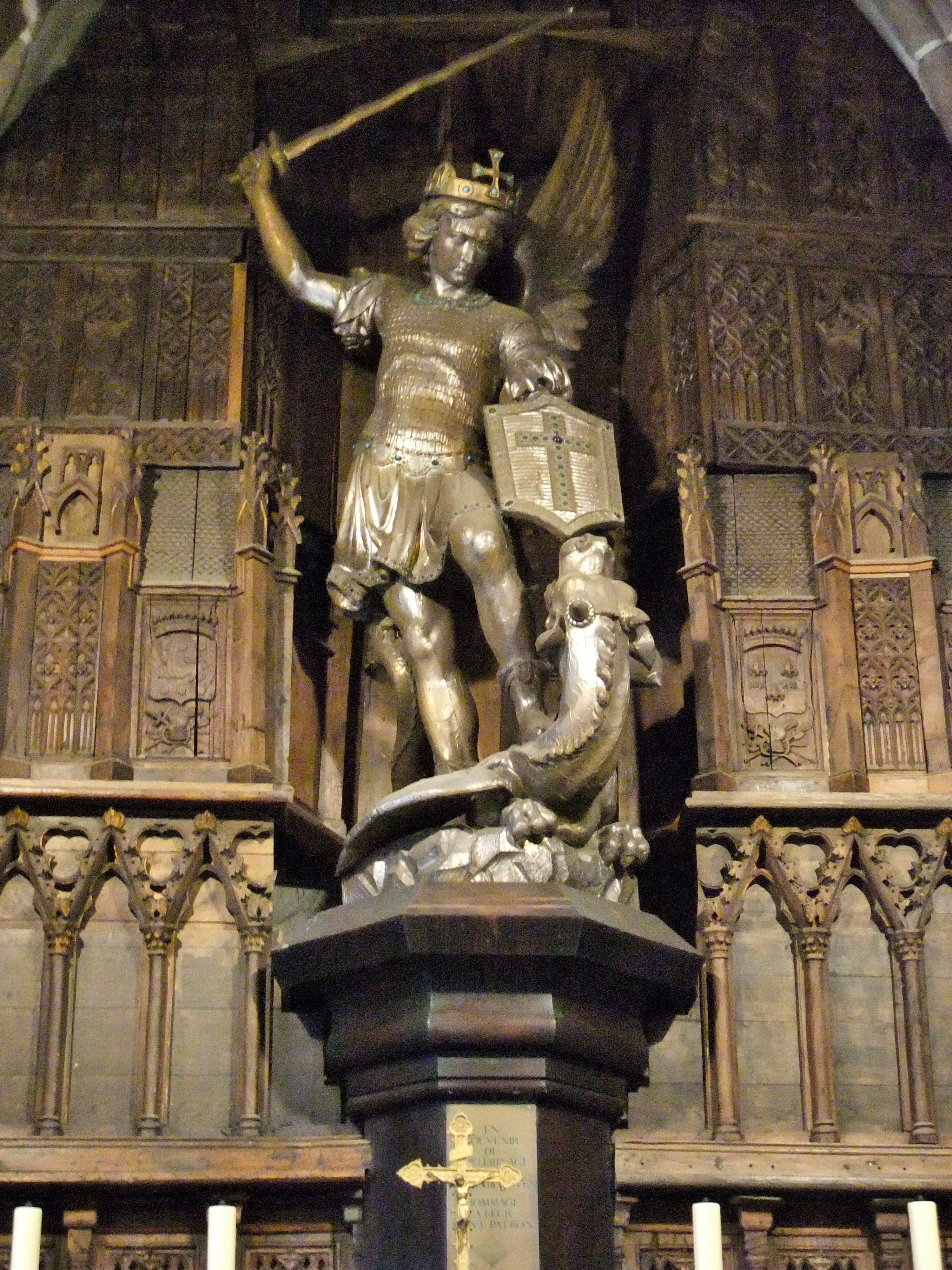
Socha archanděla Michaela, Mont-Saint-Michel (Francie)

V roce 590 se Michael zjevil při morové ráně prosebnému procesí v Římě, které vedl tehdejší papež Řehoř I. Veliký. Lidé jej prý viděli na ochozu Hadriánova mauzolea, jak zasunuje do pochvy tasený meč na znamení toho, že mor skončí. Toto zjevení se připomíná 9. června a Hadriánovo mauzoleum se od té doby nazývá Andělský hrad.
Dne 18. října se připomíná archandělovo zjevení v roce 708 na hoře Tumba, dnešní hoře sv. Michaela v Normandii. Zjevení se tehdy dostalo místnímu biskupovi Aubertovi, kterému Michael přikázal vybudovat na hoře svatyni.
Archanděl Michael se zjevoval několik let sv. Janě z Arku (spolu se sv. Kateřinou a sv. Markétou) a vyzval ji, aby osvobodila Orléans, jenž byl obležen Angličany. Uposlechla ho (proto je zvána „Panna Orleánská") a dopomohla králi Karlu VII. ke korunovaci (1429).

### Asociace a symbolika
Je patronem vysoko položených míst a je mu zasvěceno mnoho kostelů na vrcholcích kopců v Evropě (např. Saint Michael). O Michaelovi se mluví také jako o patronovi vojáků a policistů. Michael je strážným andělem církve a Izraele.[zdroj?] V umění bývá nejčastěji zobrazován v červeném a zeleném šatě a v zelené či bílé zářivé zbroji. V rukou třímá meč nebo kopí. Jako anděl smrti a božské spravedlnosti někdy drží v ruce váhy.
Archanděl Michael je rovněž uznáván jakožto patron všech policistů.[zdroj?] Často je zobrazován společně s nápisem "St. Michael protect us" na různých nášivkách, které nosí právě policisté.

## Michael v protestantismu

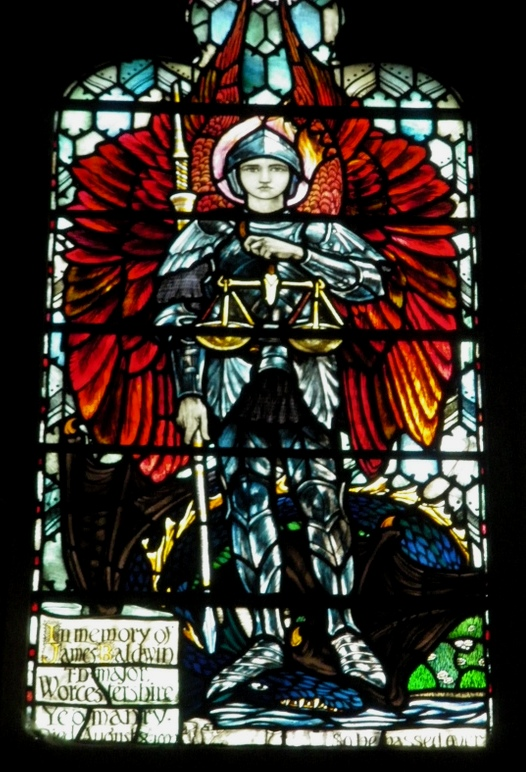
Michael v katedrále Worcester

Řada významných Biblických vykladačů z období reformace (Jan Kalvín, Matthew Henry, John Gill, ...) zastává názor, že Michael (archanděl) je totožný s Ježíšem Kristem. V tomto smyslu musí být důsledně vnímán ne jako běžný anděl – stvořená bytost, nýbrž jako Velitel andělů, druhá osoba Božství Ježíš Kristus.
Tento názor zastávají také některé současné církve, například Adventisté sedmého dne. Nutno však podotknout, že většina reformačních církví v současnosti tento názor nesdílí a přiklání se k pohledu římskokatolické církve, že Michael je pouze stvořenou andělskou bytostí (jedním z řady archandělů).

### Svědkové Jehovovi
Svědkové Jehovovi považují Michaela za jediného archanděla a ztotožňují jej s Ježíšem Kristem, když Michael má být pojmenováním jeho nebeské a Ježíš Kristus pozemské existence.

## Michael v mormonismu

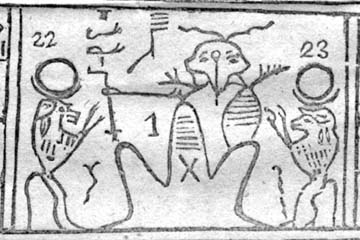
Michael (Adam) jako jedna ze symbolických opic získává pravomoc od Boha Otce a Syna - vyňatek z Faksimilie č.2 v mormonské Knize Abrahamově

Mormoni ztotožňují archanděla Michaela s postavou Adama.
A také s Michalem neboli Adamem, otcem všech, knížetem všech, starým dnů…
Nauka a Smlouvy 27:11
Mormoni tvrdí, že Michael bylo Adamovo jméno před fyzickým vtělením na Zemi v zahradě Eden. Michael bylo také slavnostní jméno, kterým Adama velebili jeho potomci v údolí Adam-ondi-Ahman krátce před jeho smrtí.
Tři roky před smrtí svou Adam svolal Seta, Enose, Kainana, Mahalaleela, Jareda, Enocha a Matuzaléma, kteřížto byli všichni vysocí kněží, se zbytkem potomstva svého, jež bylo spravedlivé, do údolí Adam-ondi-Ahman a tam jim udělil své poslední požehnání. A ukázal se jim Pán a oni povstali a velebili Adama a nazývali ho Michalem, knížetem, archandělem.
Nauka a Smlouvy 107:53–54
Joseph Smith ve svých spisech vzpomínal na událost, kdy mu archanděl Michael pomohl odhalit Satanovu přítomnost. Také učil, že Michael je jednou z hlavních postav apokalyptických událostí posledních dnů.
A Michal, sedmý anděl, a to archanděl, shromáždí vojska svá, a to zástupy nebes. A ďábel shromáždí vojska svá; a to zástupy pekla, a přijde, aby bojoval proti Michalovi a vojskům jeho.
Nauka a Smlouvy 88:112–113

### Michael jako bůh
Teorie Adama-Boha, která měla v raném mormonismu významné místo, tvrdí, že Michael/Adam byl jedním ze stvořitelských bohů, podílel se na Plánu spásy pro tuto Zemi a přišel do Edenu již jako oslavená/exaltovaná bytost.

## Michael v Koránu
V Koránu se o archandělovi Michaelovi (v arabštině Mīkāl nebo Mīkā'īl) píše velmi málo. Je uveden v súře Al-Baqara (Súra 2, verš 98), kde je zmíněn společně s andělem Gabrielem (Džibrīl). Tento verš říká:
| „              | Kdo je nepřítelem Boha, Jeho andělů a poslů, Gabriela a Michaela, bude sám nepřítelem Boha, neboť Bůh je nepřítelem nevěřících. | “ |
| — (Korán 2:98) | |   |

Toto je jediná přímá zmínka o Michaelovi v celém Koránu. Stejně jako Gabriel, je Michael v islámské tradici považován za jednoho z velkých archandělů, který slouží Bohu. Islámská tradice (hadísy a tafsíry) dále uvádí, že Michael má na starosti milost a přírodní jevy, jako je déšť, a přináší Boží požehnání a milost zemi a jejím obyvatelům.

## Michael v judaismu
V rámci judaismu je vnímán jako andělský strážce izraelské komunity.